# Miroslav Karhan
Miroslav Karhan és un futbolista eslovac, nascut a Šulekovo, el 21 de juny de 1976. Ocupa la posició de defensa.
Va començar a destacar a l'Spartak Trnava del seu país. Després de militar al Reial Betis i al Besiktas JK, el 2001 fitxa pel VfL Wolfsburg de la Bundesliga. L'eslovac seria una peça clau dels alemanys durant sis temporades, tot jugant 173 partits. El 2007 recala en altre equip alemany, el Mainz.
Ha estat internacional amb Eslovàquia en 95 ocasions, tot marcant 13 gols. El 2002 va ser proclamant futbolista eslovac de l'any.